# Hutan (socken i Kina, Hunan)
Hutan (kinesiska: 护潭, 护潭乡) är en socken i Kina. Den ligger i provinsen Hunan, i den södra delen av landet, omkring 36 kilometer söder om provinshuvudstaden Changsha. Antalet invånare är 17371. Befolkningen består av 8 806 kvinnor och 8 565 män. Barn under 15 år utgör 13,0 %, vuxna 15-64 år 79 %, och äldre över 65 år 7,0 %.
Genomsnittlig årsnederbörd är 1 784 millimeter. Den regnigaste månaden är maj, med i genomsnitt 354 mm nederbörd, och den torraste är oktober, med 38 mm nederbörd.